# Heilig Avondmaal
Het Heilig Avondmaal is in protestantse kerken een van de twee sacramenten (het andere sacrament is de doop). Tijdens het avondmaal worden het lijden en het sterven van Jezus Christus herdacht door het eten van brood en het drinken van wijn, bijvoorbeeld een stukje droog brood, matse of hostie, en een slokje wijn of druivensap. Het avondmaal lijkt op de Eucharistie in de Rooms-Katholieke Kerk, maar er zijn belangrijke verschillen in opvattingen over het wezen van het ritueel.

## Herkomst
Christenen geloven dat het avondmaal door Christus is ingesteld met 'het Laatste Avondmaal', op de avond waarop hij door Judas verraden werd en vervolgens aan het Sanhedrin (de joodse raad) overgeleverd werd. Hij at samen met zijn apostelen brood en dronk wijn, en droeg hun op om dit voortaan te blijven doen als een gedenkteken voor zijn dood. Volgens de protestantse opvatting ging het hier om een symbolische bedoeling. Het vieren met brood en wijn is een element dat al vanaf de vroege christelijke gemeenten in de onderlinge samenkomsten (en later in de kerkdienst) aanwezig was. In deze eerste gemeenten vormde het avondmaal volgens protestantse opvatting een onderdeel van een uitgebreidere maaltijd.
Het avondmaal en de instelling van het avondmaal moet men zien tegen de achtergrond van de joodse Sederavond. Jezus en zijn discipelen waren Joods en tijdens de instelling van het avondmaal het Pesach feest (joods paasfeest) dat vooraf wordt gegaan door de Sederviering. Tijdens de Sederviering wordt een gezamenlijke maaltijd genuttigd binnen de familie- of vriendenkring, waarbij matses worden gebroken en gegeten en wijn wordt gedronken.

## Betekenis en vormgeving
Het vieren van het avondmaal is voor degenen die eraan deelnemen het voor God en Zijn gemeente belijden van hun geloof in Jezus Christus, die hen gered heeft van hun zonden door zijn dood en herrijzenis (opstanding uit de dood). Het avondmaal drukt een verbondenheid met zowel God als de medegelovigen uit. In een aantal protestantse kerken is het, vanwege de persoonlijke betrokkenheid die erbij hoort, gebruikelijk om pas aan het avondmaal deel te nemen wanneer men openbare belijdenis van het geloof heeft afgelegd. In andere kerken die tot het protestantisme worden gerekend kan iedereen die dat wil het avondmaal vieren. De liturgie die daartoe gevolgd wordt, op sabbat, maar meestal op zondag, kan bij te onderscheiden kerkgenootschappen erg veel van elkaar verschillen. Voor het avondmaal wordt soms gebruik gemaakt van het daartoe bestemde avondmaalsstel.
Voorbeeld van een uitgebreide protestantse liturgie op zondag met viering van het avondmaal
- Consistoriegebed
- Bemoediging (Votum)
- Drempelgebed
- Eerste psalm
- Kyrie
- Gloria

De Dienst van de Heilige Schrift (Woorddienst)
- Groet
- Gebed van de zondag
- Thora/Profetenlezing
- Graduale (psalm)
- Apostellezing
- Alleluja
- Evangelie
- Acclamatie
- Uitleg/Prediking
- Zondagslied
- Geloofsbelijdenis
- Voorbeden
- Inzameling van de gaven
- Tafellied (gebed)

De Dienst van de Heilige Tafel
- Groet/Beurtspraak
- Praefatie (tot de Vader)
- Sanctus/Benedictus
- Voortzetting van gebed (om de Zoon met de inzettingswoorden)
- Epiklese
- Gedachtenis
- Onze Vader
- Nodiging/Vredegroet
- Agnus Dei
- Gemeenschap van Brood en Wijn
- Gebed/Slotlied
- Uitzending en zegen

## Vergelijking met de eucharistie
Zowel bij het protestantse (lutherse en gereformeerde) avondmaal als bij de rooms-katholieke eucharistie gelooft men dat Christus aanwezig is. Het grote verschil is echter de wijze waarop Christus aanwezig is in het sacrament. Voor gereformeerden is het een geestelijke gebeurtenis, waarbij Christus in brood en wijn aanwezig is door Zijn Heilige Geest. Het offer dat Jezus bracht wordt herdacht, waarbij het brood staat voor het gebroken lichaam van Christus en de wijn voor zijn vergoten bloed. Volgens de transsubstantiatieleer van katholiek-orthodoxen (alle katholieken, en oost- en west-orthodoxen) worden het brood (de hostie) en de wijn daadwerkelijk en letterlijk het lichaam en bloed van Christus. Bij het gereformeerde avondmaal worden dan ook meestal gewoon brood en gewone wijn gebruikt, terwijl de hostie en de wijn die bij de eucharistie gebruikt worden op een speciale manier bereid zijn. In de kerken van de  Reformatie wordt benadrukt dat Christus' offer voldoende was. Er vindt geen nieuw of herhaald offer plaats in het avondmaal. In de katholieke en orthodoxe opvatting is de eucharistie een offer, in de zin, dat Christus erin Zijn éne kruisoffer onbloedig tegenwoordig stelt. Deze offerleer is het mikpunt van de protestantse kritiek sedert de Reformatie.
Sommige lutheranen en anglicanen onderschrijven de consubstantiatieleer, hetgeen een compromis vormt tussen bovengenoemde vooral calvinistische benadering enerzijds en de rooms-katholieke benadering anderzijds.

## Deelnemers
Wie deel mogen nemen is vaak onderwerp van gesprek en discussie. In veel protestantse kerken mag men Avondmaal vieren wanneer men gedoopt is, belijdenis van het geloof heeft afgelegd en niet onder de kerkelijke tucht staat. Volgens Johannes Calvijn konden kinderen van tien jaar dit sacrament vieren. In de Nederlandse Kerk in Londen, een vluchtelingengemeente in de tweede helft van de zestiende eeuw, kregen kinderen vanaf hun vijfde jaar catechisatie en mochten op ze op hun dertiende levensjaar belijdenis afleggen en aan het Avondmaal deelnemen. In de loop van de geschiedenis is de leeftijd waarop mensen volwassen werden verschoven en hiermee ook de leeftijd waarop men belijdenis van het geloof aflegt. In de praktijk is de koppeling tussen het afleggen van belijdenis en het vieren van Avondmaal niet altijd aanwezig. Met name in bevindelijk gereformeerde kerken is er avondmaalsmijding. In (kerkelijke) discussies is de toegang tot het Heilig Avondmaal vaak onderdeel van een verhit debat in verband met de heiligheid van het sacrament en de heiligheid van de gemeente.
Aanvankelijk was er een sterke koppeling tussen het doen van openbare geloofsbelijdenis en het vieren van het Avondmaal. in 1591 noemde de particuliere synode van Zeeland het afblijven van het Avondmaal een zonde tegen de eerste tafel van de wet. Bij de geloofsbelijdenis moest volgens Willem Teellinck worden geïnformeerd naar kennis én wedergeboorte. Wilhelmus à Brakel was van mening dat kennis bij de openbare geloofsbelijdenis geloofskennis dient te zijn. Hij wijst een louter uiterlijk belijden af. Door deze strenge eisen voor het afleggen van geloofsbelijdenis, kon de verbinding tussen belijdenis doen en Avondmaal blijven staan.